# Les Français vus par les Français
Pour plus de détails, voir Fiche technique et Distribution.
Les Français vus par les Français est une série de courts métrages, réalisés par Werner Herzog, Jean-Luc Godard, Andrzej Wajda, Luigi Comencini et David Lynch, sortis de 1988 à 1993.
C'est en 1988 que le Figaro Magazine commande, pour son dixième anniversaire, une série de courts métrages mis en scène par des réalisateurs étrangers. David Lynch a donc été convié à ce rassemblement et a écrit un petit scénario sur le thème de « La France vue par …. »
Les différents épisodes sont :
- The Cowboy & the Frenchman par David Lynch, sorti en 1988[1].
- Les Gaulois par Werner Herzog (1988)
- Le Dernier mot par Jean-Luc Godard (1993)
- Pèlerinage à Agen par Luigi Comencini (1993)
- Proust contre la déchéance par Andrzej Wajda (1988)

## The Cowboy & the Frenchman
Harry Dean Stanton, alias Slim, capture avec d'autres personnes un Français qui après un moment présente son pays (la France) grâce à de la nourriture. Après cette rencontre houleuse, tous finissent la journée autour d'un feu, avec de la musique et des chants mélangeant du français et de l'américain.

### Fiche technique
- Titre original : The Cowboy and the Frenchman
- Réalisation : David Lynch
- Musique : Manuel Rosenthal
- Image : Frederick Elmes
- Montage : Scott Chestnut
- Durée : 22 min
- Type : couleur

### Distribution
- Harry Dean Stanton : Slim
- Frederic Golchan : Pierre the Frenchman
- Jack Nance : Pete
- Tracey Walter : Dusty
- Michael Horse : Broken Feather
- Rick Guillory : Howdy
- Patrick Houser : Gun Twirler

## Les Gaulois
Épisode réalisé par Werner Herzog en 1988.

## Le Dernier mot
Épisode réalisé par Jean-Luc Godard en 1993d'après l'histoire de Valentin Feldman, produit par Le Figaro (13 minutes)

## Pèlerinage à Agen
Épisode réalisé par Luigi Comencini en 1993

## Proust contre la déchéance
Épisode réalisé par Andrzej Wajda en 1988